# فرد باين
فرد باين (بالإنجليزية: Fred Payne)‏ هو لاعب كرة قاعدة أمريكي، ولد في 2 سبتمبر 1880 في كامدن في الولايات المتحدة، وتوفي بنفس المكان في 16 يناير 1954.

## وصلات خارجية
- فرد باين على موقعبيزبول رفرنس.كوم (الدوري الرئيسي) (الإنجليزية)
- فرد باين على موقعبيزبول رفرنس.كوم (الدوري الثانوي) (الإنجليزية)